# Dryobalanops aromatica
Dryobalanops aromatica, conhecida pelo nome comum de cânfora-do-bornéu, é uma espécie de plantas com flor pertencente à família Dipterocarpaceae.